# Ádeni nemzetközi repülőtér
Az Ádeni nemzetközi repülőtér (IATA: ADE, ICAO: OYAA) Jemen egyik nemzetközi repülőtere, amely Áden közelében található. 
Az Arab-félsziget legrégebbi repülőtere. Mielőtt polgári légi létesítményként használták volna, a repülőtér RAF Khormaksar néven volt ismert, amely 1917-ben nyitotta meg kapuit, és 1967-ben RAF-állomásként bezárt. Az 1970-es és az 1980-as években egyszerre volt polgári repülőtér és a szovjet légierő légi bázisa. A jemeni légierő továbbra is katonai célokra használja.

## Futópályák
A repülőtér futópályái:
- 08/26

## Forgalom
Az utasforgalom az elmúlt években az alábbi módon változott:

## Légitársaságok és úticélok
Az Ádeni nemzetközi repülőtérről az alábbi járatok indulnak:
| Légitársaság    | Célállomások                                                                             |
| --------------- | ---------------------------------------------------------------------------------------- |
| Air Djibouti    | Djibouti                                                                                 |
| Royal Jordanian | Amman–Queen Alia (resumes2023 április 19-től)                                            |
| Yemenia         | Addis Ababa, Amman–Queen Alia, Cairo, Djibouti, Jeddah, Khartoum, Mumbai, Riyadh, Seiyun |